# Вулиця Курзу (гурт)
Вулиця Курзу  — український інді-фолк гурт з Харкова.

## Альбоми
- 2015 «Огомни говога»

## Склад
- Юрек Якубов — укулеле, гітари, вокал
- Євген Манко — саксофони, флейта
- Генєк Томашко — баян
- Ваня Новіков — барабани, перкусія
- Олександр Журавльов — бас, банджо